# Мурманская операция (1942)
Мурманская наступательная операция — наступательная операция войск Карельского фронта и Северного флота в ходе Великой Отечественной войны, проводившаяся 28 апреля — 11 мая 1942 года. Составная часть обороны Заполярья.

## Планы сторон
Готовясь к летней кампании 1942 года, германское командование планировало наступательную операцию силами армии «Лапландия» (командующий генерал горных войск Эдуард Дитль с задачей захвата Мурманска и главной базы Северного флота под кодовым наименованием «Ловля лосося». Поскольку расстояние между линией фронта и Мурманском составляло всего несколько десятков километров, угроза городу и основному маршруту движения поступающих по ленд-лизу грузов была очень велика. Имея соответствующую информацию, советское командование решило нанести упреждающий удар.
27 марта 1942 года Ставка Верховного Главнокомандования обязала командующего Карельским фронтом генерал-лейтенанта В. А. Фролова не позднее 15 апреля 1942 года провести наступательную операцию на Мурманском направлении «с целью усиления обороны порта Мурманск и Кировской железной дороги». Для этого ставилась задача разгрома основной группировки противника в районе губы Большая Западная Лица. Командующий фронтом поставил более сложную задачу: за 10 суток не только разгромить ударную группировку врага, но и отбросить её за линию государственной границы. Выполнение задачи возлагалось на оборонявшую Мурманск 14-ю армию генерал-майора В. И. Щербакова.
При этом необходимого превосходства в силах создано не было. Противник имел даже численное превосходство, при этом опирался на хорошо подготовленную оборону, максимально усилив многочисленные оборонительные рубежи по горным грядам, рекам, заливам. На господствующих высотах были созданы мощные опорные пункты-крепости из камня и железобетона, являющиеся составными частями единой системы обороны. Для снабжения войск были построены многочисленные автомобильные дороги, а на сложных участках — и канатные. Немцы учли и опыт боёв 1941 года, укрепив позиции по занимаемому ими западному берегу губы Большая Западная Лица на случай высадки там советских десантов.
При подготовке операции советским командованием были повторены ошибки, характерные для наступательных операций этого периода войны на других фронтах: недооценка силы обороны противника, малая обеспеченность наступающих войск артиллерией и инженерными средствами, отсутствие надлежащего взаимодействия с авиацией и другими родами войск, шаблонность действий на тактическом уровне. Кроме того, 14-й армии для подготовки наступления выделялось явно недостаточное время (три недели с момента постановки задачи Ставкой, с большим трудом командование фронта добилось выделения ещё двух недель), а время года для наступления было выбрано неудачно — в конце апреля в Заполярье распутица.

## Ход операции
28 апреля 1942 года советские войска после трёхчасовой артиллерийской подготовки (проводилась под руководством начальника артиллерии 14-й армии полковника Д. Ф. Паниткина) перешли в наступление. По замыслу командования фронтом, войска 14-й армии во взаимодействии с морским десантом должны были одновременными ударами с фронта и тыла окружить и уничтожить западнолицкую группировку противника, и, развивая успех, разгромить её и выйти на границу с Финляндией. В этот же день в губе Большая Западная Лица кораблями Северного флота (командующий вице-адмирал А. Г. Головко высажен морской десант (12-я бригада морской пехоты, более 6200 человек). К исходу дня десантники заняли плацдарм глубиной до 5 километров и по фронту до 7 километров. В последующие дни продвижение десантников составило до 11 километров, но выполнить основную задачу и перерезать основную магистраль снабжения противника — автодорогу Мишуково — Титовка — десант не сумел. Противник крайне упорно оборонялся, быстро подтянул дополнительные силы и непрерывно контратаковал, захватив инициативу в свои руки.
На сухопутном участке войска 14-й армии с большими потерями атаковали укреплённые узлы обороны врага, местами вклинившись на 6 километров. Выявилась неспособность артиллерии и авиация разрушить капитальные укрепления врага. Движение на узких дорогах сразу оказалось затруднено, а зачастую парализовано. Немецкая авиация, хотя и не имела численного превосходства, действовала очень активно и обеспечила надёжное прикрытие своих войск, а также максимально затруднила снабжение и атаки советских войск.
На участок наступления из-под Кеми переброшена 152-я стрелковая дивизия. Однако дальнейшие действия войск сорвали погодные условия. 3 мая начался сильный дождь, который вскоре перешёл в пургу, бушевавшую трое суток. Погодное бедствие застало не экипированную для действий на севере 152-ю стрелковую дивизию на марше к линии фронта по дороге в тундре, где не было каких-либо укрытий и топлива для обогрева. Насмерть замёрзли 484 бойца, ещё 1683 человека получили сильные обморожения. Похожая ситуация была на плацдарме, где отсутствовали палатки и печки для обогрева, а морские пехотинцы также не были обеспечены тёплой одеждой. Пострадали и остальные части 14-й армии. В эти дни советское наступление оказалось полностью парализованным.
Попытки возобновить наступление после некоторого улучшения погоды также не привели к успеху.
10 мая 1942 года командующий Карельским фронтом доложил И. В. Сталину о неудаче наступления, с согласия последнего 11 мая войска перешли к обороне. 13 мая кораблями Северного флота был снят и вывезен десант.

## Итоги операции
Потери советских войск в Мурманской операции (без учёта потерь десанта) составили 7496 человек, в том числе 1925 убитых, 5119 раненых, 287 обмороженных, 165 пропавших без вести. Тем не менее, удалось добиться выполнения одной из главных задач операции — противник ввёл в бой почти все свои резервы, запланированное немецкое наступление на Мурманск 1942 года было сорвано, линия фронта полностью стабилизировалась и оставалась такой до освобождения Заполярья в октябре 1944 года. Главный путь поступления союзных грузов в СССР был сохранён и продолжал действовать в течение всей войны.
По оценке советского командования, немецкие потери 19-го горнострелкового корпуса составили «около 5000 человек только убитых».